# میگال بریتو
میگال بریتو (انگلیسی: Miguel Brito؛ زادهٔ) یک بازیکن فوتبال اهل بولیوی است. 
وی همچنین در تیم ملی فوتبال بولیوی بازی کرده‌است.